# Leandro Meiners
Leandro Santiago Meiners Rey (Esperanza, provincia de Santa Fe, 1896 - Ciudad de Buenos Aires, 17 de mayo de 1946) fue un abogado y político argentino, perteneciente a la Unión Cívica Radical y al Partido Laborista, partido por el cual fue candidato a gobernador de la provincia de Santa Fe en las elecciones provinciales de 1946, obteniendo un aplastante triunfo. Representante del naciente movimiento peronista, fue proclamado gobernador electo por el Colegio Electoral provincial el 11 de mayo de 1946, con el 24 de mayo como la fecha programada para asumir su cargo. Seis días después de su proclamación y una semana antes de asumir el cargo, Meiners se suicidó, lo que desató una crisis en torno a su sucesión. Antes de su candidatura gubernativa tuvo una intervención política esporádica dentro del radicalismo yrigoyenista, destacando su intervención como convencional constituyente provincial en 1921 y la ocupación de cargos ministeriales durante la gobernación de Enrique Mosca.

## Elecciones provinciales de 1946
Con el advenimiento del peronismo en la vida política argentina, Meiners adhirió a dicho movimiento y fue postulado como candidato a la gobernación santafesina en las elecciones provinciales del 24 de febrero de 1946, concurriendo por la coalición entre la Unión Cívica Radical Junta Renovadora, el Partido Laborista y el Partido Independiente. Su compañero de fórmula fue Juan D. Pardal. La fórmula resultó elegida con el 55,91% de los votos y una mayoría de 53 electores sobre 60 disputados contra el 21,78% de Luciano Molinas, del Partido Demócrata Progresista; el 20,54% de Eduardo Teisaire, de la Unión Cívica Radical; y el 1,77% de Manuel María de Iriondo, de la Unión Cívica Radical Unificada. La fórmula fue proclamada por el Colegio Electoral el 11 de mayo.
Tres días después de la proclamación, el 14 de mayo, Meiners dio a conocer a los medios de comunicación la composición de su futuro gabinete: Enrique Villamajó ocuparía la cartera ministerial de Hacienda; Alejandro Luna, la subsecretaría de Obras Públicas; Orlando G. Fornari, el ministerio de Salud Pública; Heberto Guk, de la Empresa Municipal de Transporte, ocuparía la subsecretaría de Hacienda; Álvaro González sería ministro de Gobierno. Al momento del suicidio de Meiners, solo hacían falta cubrir la Jefatura de la policía provincial y la intendencia de la municipalidad de Rosario. La presidencia del Banco de Crédito Industrial se encontraba también vacante y Oscar Alfonso Aldrey, el interventor federal de facto de la provincia, era el principal candidato para ocuparla.

## Suicidio
La mañana del 17 de mayo de 1946, tan solo seis días después de haber sido proclamado gobernador electo, Meiners fue encontrado muerto en Buenos Aires, en la casa que compartía con su esposa y su hijo de cinco años. Alrededor de las 9:00, informó a su esposa que se quedaría trabajando hasta tarde en su gabinete, envió a su mucama a comprar cigarrillos y se encerró en el cuarto de su hijo, donde fue encontrado sin vida una hora y media más tarde. La esposa de Meiners se comunicó con varios dirigentes políticos que asistieron rápidamente a la casa tras conocerse la noticia. El propio Juan Domingo Perón se encontraba entre los presentes. La nota de suicidio de Meiners decía: «No se culpe a nadie de mi muerte. No encontrándome en condiciones físicas para poder desempeñar el cargo de gobernador electo de Santa Fe y no queriendo defraudar al electorado, pongo fin a mi vida». Debido a esto, la prensa barajó la idea de que Meiners padecía algún tipo de enfermedad terminal incapacitante, o que se encontraba estresado por la difícil situación política que le tocaría atravesar a su futuro gobierno. Décadas más tarde, familiares de Meiners denunciaron un complot por parte de sus opositores internos dentro del peronismo para asesinarlo y hacer pasar su muerte como un suicidio. El funeral del gobernador electo se realizó al día siguiente, con la presencia de representantes de la política provincial y nacional.
Los medios de comunicación, fuera de breves menciones al respecto de la muerte de Meiners, centraron su interés en la lucha por la sucesión, dada las difíciles relaciones entre el laborismo y el radicalismo renovador. Perón se declaró prescindente, afirmando que era el Colegio Electoral quien, en representación del pueblo de Santa Fe, debía elegir al nuevo gobernador. Finalmente, Waldino Suárez fue elegido para el cargo y juramentado el 24 de mayo, pero sería despojado del poder tras una intervención federal pocos años después.